# Municipi CH de Montevideo
El municipi CH (en castellà, municipio CH) és un dels vuit municipis de Montevideo, Uruguai. És un dels municipis més petits i cèntrics de la ciutat, ocupant l'extrem sud del departament, sobre aigües del Riu de la Plata. Gran part del municipi té funció turística, comercial, portuària i residencial.
Va ser creat mitjançant el decret 11.567 del 13 de setembre de 2009, ratificat posteriorment.

## Geografia
El municipi CH és, al costat del B i del C, un dels tres municipis més petits de Montevideo. Limita a l'oest amb el municipi B, al sud amb el Riu de la Plata, a l'est amb el municipi E, i al nord amb els municipis C i D.
Així mateix, el municipi CH comprèn la totalitat de les seccions judicials 15, 18 i 19.

## Població
D'acord amb les dades del cens del 2009, el municipi tenia una població aproximada de 200.000 habitants, essent un dels més poblats.

## Barris
Cadascun dels municipis de Montevideo se subdivideix en barris (barrios). En concret, el municipi CH es troba format pels següents barris: Buceo, La Blanqueada, Larrañaga, Parque Batlle, Pocitos, Punta Carretas i Tres Cruces.

## Llocs d'interès
- World Trade Center de Montevideo (Buceo).
- Montevideo Shopping Center (Buceo).
- Edifici Panamericà (Buceo).
- Cementiri Britànic de Montevideo (Buceo).
- Hospital Militar (La Blanqueada).
- Canal 5 de Televisió Nacional (Larrañaga).
- Monument a la Carreta (Parque Batlle).
- Estadio Centenario (Parque Batlle).
- Hospital Italià (Parque Batlle).
- Zoològic de Villa Dolores (Parque Batlle-Villa Dolores).
- Planetari (Parque Batlle).
- Cases Yriart, Casabó i Williams: Patrimoni Nacional (Pocitos).
- Escola Brasil: Patrimoni Nacional (Pocitos).
- Museu de Juan Zorrilla de San Martín (Punta Carretas).
- Far de Punta Carretas (1876).
- Cap de Punta Brava (Punta Carretas).
- Obelisc als Constituents de 1830 (Tres Cruces).
- La Creu de Joan Pau II (Tres Cruces).
- Estació d'Autobusos i Centre Comercial Tres Cruces: la principal estació de Montevideo.

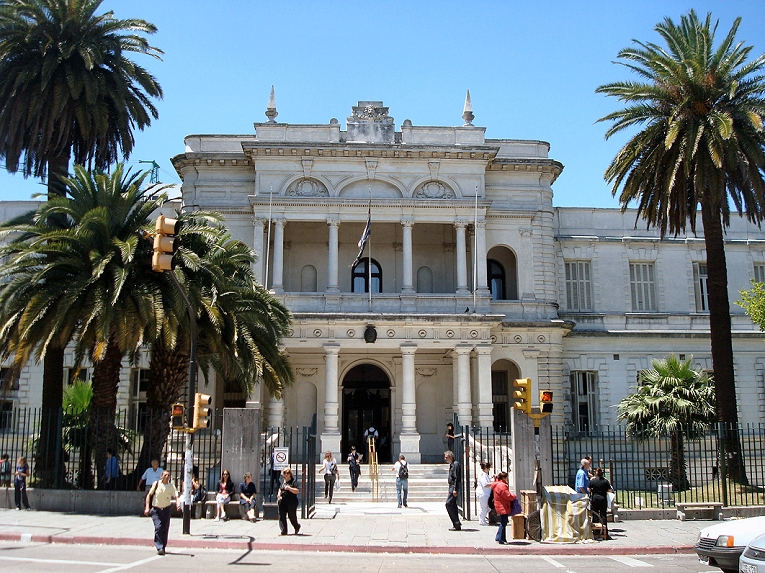
Hospital Militar.
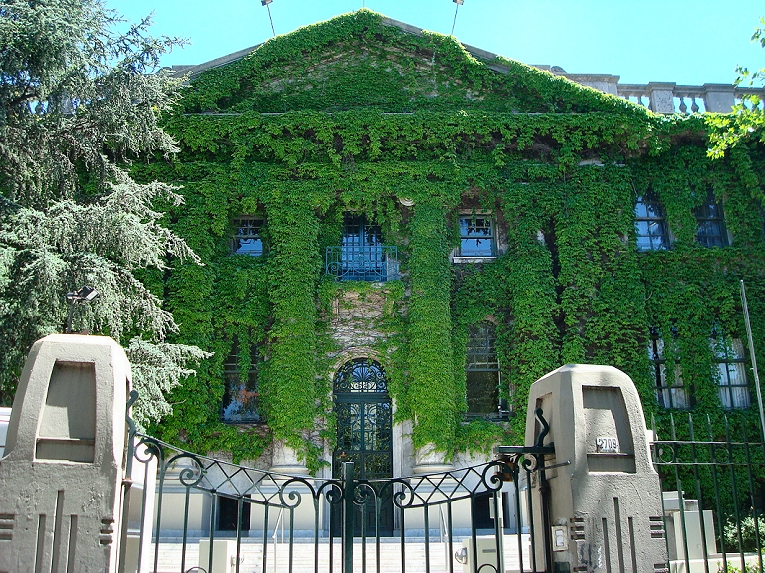
Institut Crandon (Larrañaga).
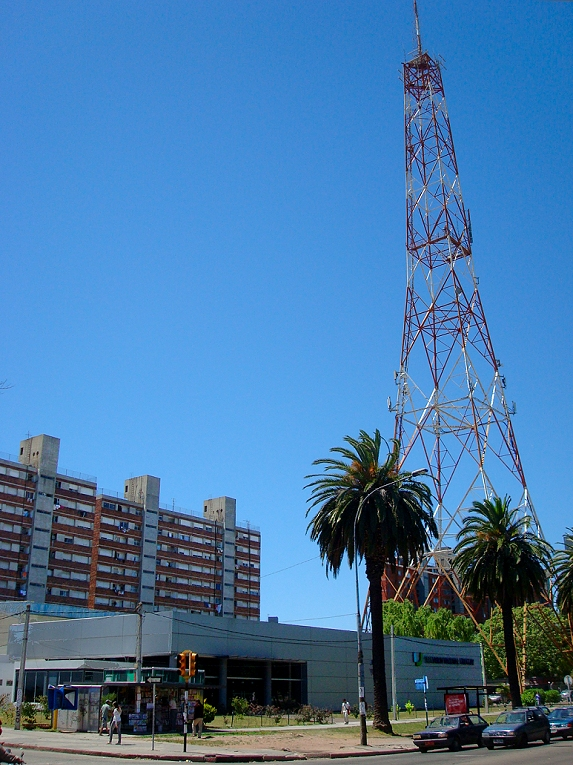
Canal 5 de Montevideo.
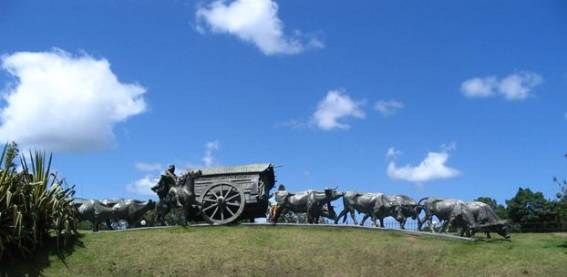
"La Carreta", de José Belloni.
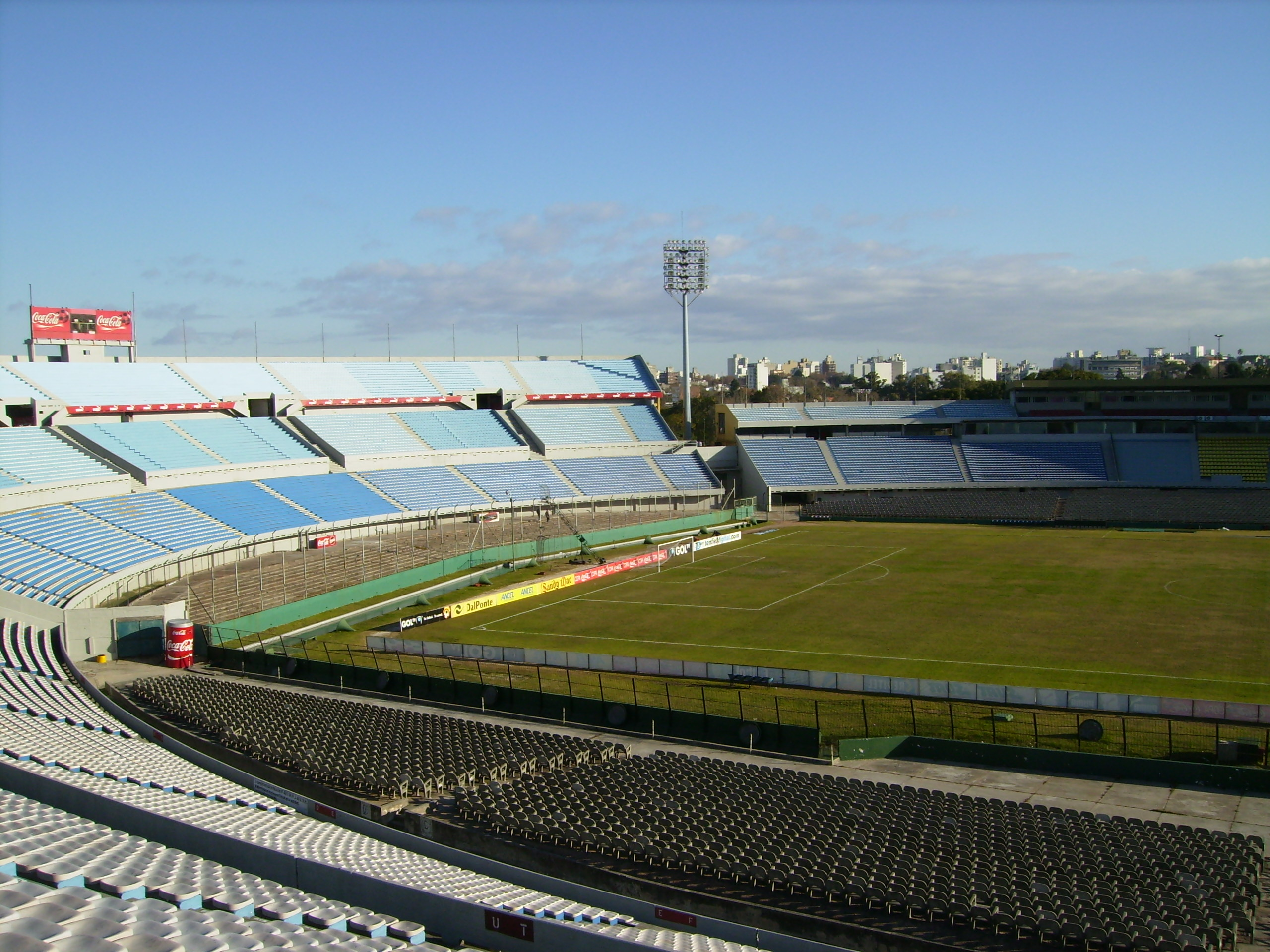
Estadio Centenario.
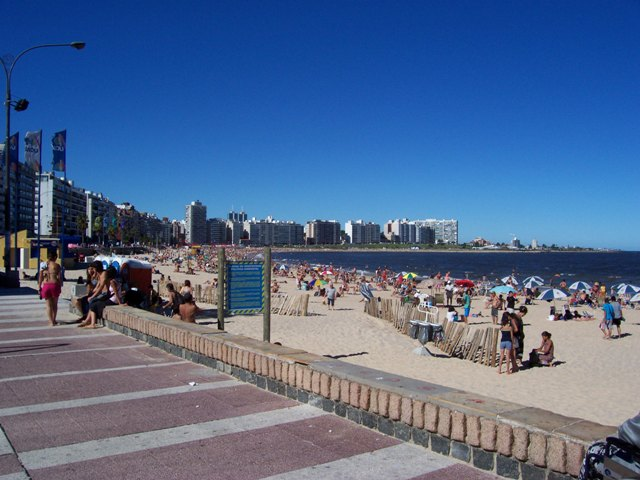
Platja de Pocitos.
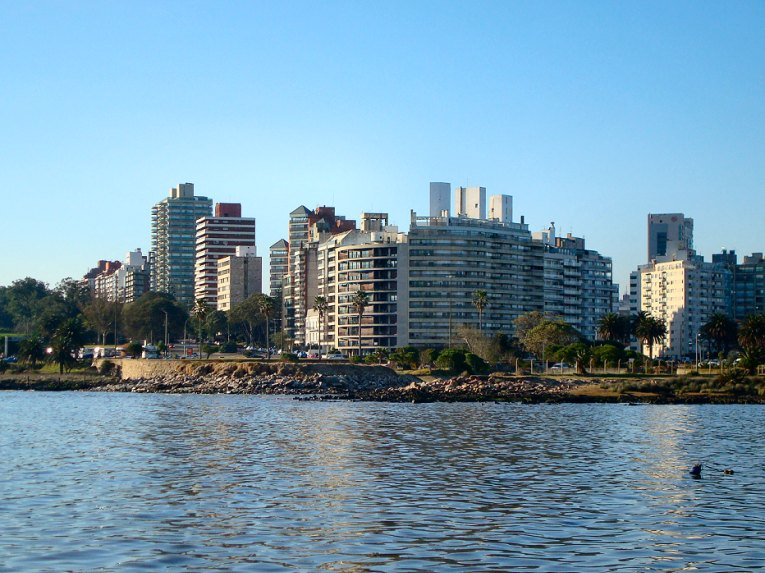
Punta Carretas.
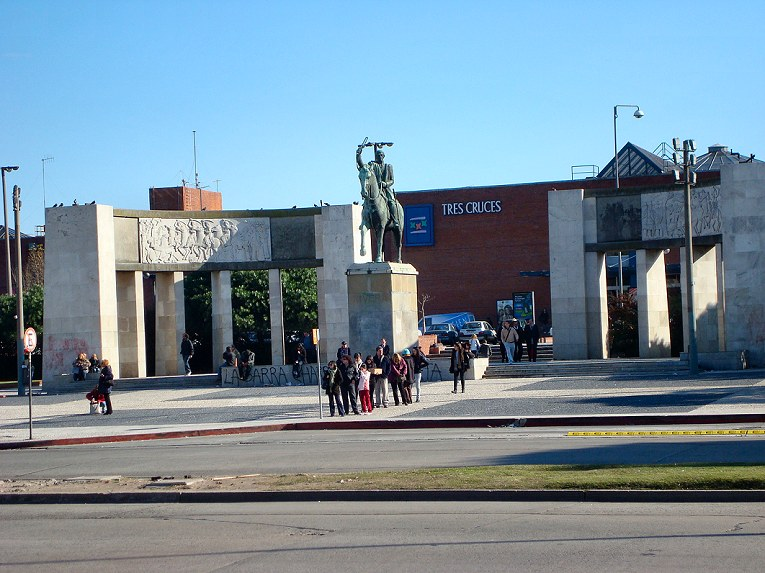
Estació i Centre Comercial Tres Cruces.

### Carrers
- Avenida Brasil.
- Avenida Cataluña.
- Avenida Centenario.
- Avenida Italia.
- Avenida 8 de Octubre.
- Avenida Gral. Rivera.
- Bulevar Artigas.
- Bulevar España.
- La Rambla.